# Remaldo Rose
Remaldo Rose (ur. 18 listopada 1987 w Saint Mary) – jamajski lekkoatleta, sprinter.
Złoty medalista Carifta Games w różnych kategoriach wiekowych. W 2003 reprezentował Jamajkę podczas mistrzostw świata juniorów młodszych: w biegu na 100 metrów po zwycięstwie (z czasem 10,75) w swoim biegu eliminacyjnym Rose zajął 4. miejsce w półfinale (10,81) i odpadł z dalszej rywalizacji. Niepowodzeniem zakończył się także jego start w sztafecie szwedzkiej – jamajska sztafeta (w składzie Rose, Andre Wellington, Michael Gardener, Usain Bolt) została zdyskwalifikowana w biegu eliminacyjnym. Rose jest trzykrotnym medalistą mistrzostw świata juniorów, w 2006 biegł na drugiej zmianie jamajskiej sztafety 4 x 100 metrów, która zdobyła złoty medal, ustanawiając aktualny juniorski rekord kraju (jedynie juniorskie sztafety USA osiągały lepsze rezultaty w tej konkurencji). Dobrze zapowiadającą się karierę zawodnika przerwały kontuzje; do rywalizacji na międzynarodowym poziomie Rose powrócił dopiero w 2010, w którym zdobył srebro w sztafecie 4 x 100 metrów podczas igrzysk Wspólnoty Narodów. 

## Osiągnięcia
| Rok  | Impreza                     | Miejsce    | Konkurencja        | Lokata     | Wynik |
| ---- | --------------------------- | ---------- | ------------------ | ---------- | ----- |
| 2004 | Mistrzostwa świata juniorów | Grosseto   | Bieg na 100 m      | 3. miejsce | 10,34 |
| 2004 | Mistrzostwa świata juniorów | Grosseto   | Sztafeta 4 x 100 m | 2. miejsce | 39,27 |
| 2006 | Mistrzostwa świata juniorów | Pekin      | Bieg na 100 m      | 4. miejsce | 10,43 |
| 2006 | Mistrzostwa świata juniorów | Pekin      | Sztafeta 4 x 100 m | 1. miejsce | 39,05 |
| 2010 | Igrzyska Wspólnoty Narodów  | Nowe Delhi | Sztafeta 4 x 100 m | 2. miejsce | 38,79 |

## Rekordy życiowe
- bieg na 100 m – 10,20 (2011)
- bieg na 200 m – 20,91 (2006)